# 와카사번
와카사번 (일본어: 若桜藩 わかさはん[*])은 이나바국 핫토군 (현재 돗토리현 야즈군 와카사쵸) 주변에 존재했던 번이다.

## 번의 역사
도요토미 정권 시대에는 키노시타 시게카타가 와카사성주였지만, 게이초 5년 (1600년)의 세키가하라 전투에서 서군에 소속되어, 패전과 함께 자살했다.
게이초 6년 (1601년), 셋츠국 산다번에서 야마자키 이에모리가 3만석으로 입봉하여 번이 성립되었다. 2대 이에하루는 겐나 3년 (1617년) 빗츄국 나리와번으로 전봉되었다. 이후, 돗토리번령이 되었다.
겐로쿠 13년 (1700년)에 돗토리번의 지번으로서 같은 지역에 돗토리니시다테신덴번이 성립되었다. 이후는 돗토리번의 항목 참조.
메이지 원년 (1868년), 제 10대 번주 이케다 노리사다가 와카사 진야를 두었기 때문에, 돗토리니시다테신덴번은 와카사번으로 불리게 되었다.
메이지 3년 (1870년), 와카사번은 돗토리번에 흡수합병되어 폐번되었다.

## 역대 번주

### 야마자키가
토자마 다이묘, 3만석 (1601년 - 1617년)
1. 야마자키 이에모리
2. 야마자키 이에하루

### 이케다가
토자마 다이묘, 2만석 (1868년 - 1870년)
1. 이케다 노리사다